# Bill Bowerman
Bill Bowerman (19 de fevereiro de 1911 – 24 de dezembro 1999) foi um treinador de atletismo da Universidade do Oregon, que criou a marca de roupas Nike de Steve Prefontaine e co-fundador da Nike.

## Biografia
Bill Bowerman nasceu em Portland, Oregon, onde seu pai Jay Bowerman foi governador. Foi também o criador de uma cidade;

## Nike
De acordo com a Otis Davis, um atleta estudante que Bowerman treinou na Universidade de Oregon, que mais tarde passou a ganhar duas medalhas de ouro nos Jogos Olímpicos de 1960, Bowerman fez o primeiro par de tênis Nike para ele, contrariando a alegação de que eles foram feitos para Phil Knight. Davis adisse "Eu falei a Tom Brokaw que eu era o primeiro. Não me importo o que todos os bilionários dizem. Bill Bowerman fez o primeiro par de sapatos para mim. As pessoas não acreditam em mim. Na verdade, não gostei de como se sentiam em meus pés. Não tinha apoio e eles estavam muito apertadas. Mas eu vi Bowerman fazê-los a partir do ferro de waffle, e eles eram meus."